# Бетти, Уго
Уго Бетти (итал. Ugo Betti; 4 февраля 1892[…], Камерино, Марке — 9 июня 1953[…] или 6 июня 1953, Рим) — итальянский юрист, поэт и драматург, по мнению критиков крупнейшая фигура итальянской сцены после Пиранделло. Младший брат правоведа и философа-феноменолога Эмилио Бетти.

## Биография
Изучал право в Пармском университете, когда началась Первая мировая война. Пошел на фронт добровольцем, оказался, вместе с Карло Эмилио Гаддой, в немецком плену в Раштатте (1917—1918). По окончании войны завершил юридическое образование, работал в суде. Как писатель дебютировал в 1922 книгой стихов, написанных в заключении. После успеха пьесы Хозяйка (1926, пост. 1927) целиком занялся театром. Активно работал в кино.
В 1945 году вместе с Массимо Бонтемпелли и др. выступил одним из основателей Национального союза драматургов. В последние годы жизни служил в библиотеке Министерства юстиции.

## Творчество
Драмы Бетти, чаще всего связанные с темой преступления, вины и суда, переведены на ряд языков, они ставились во многих странах мира, экранизируются по сей день (фильмы по его пьесам ставили Роберто Росселлини, Геза фон Радваньи, Харри Хассо и др.). Иногда писателя называют итальянским Кафкой.

## Избранные произведения
- Il re pensieroso (1922, книга стихов)
- Хозяйка/ La Padrona (1926)
- Frano allo scalo nord (1936)
- Il cacciatore di anitre (1940)
- Бенгази (сценарий фильма, 1942)
- Il diluvio (1943)
- Spiritismo nell’antica casa (1944)
- Коррупция во Дворце Правосудия/ Corruzione al Palazzo di Giustizia (1944-1945)
- Преступление на Козьем острове/ Delitto all’isola delle capre (1946; в России поставлена Дм. Черняковым в новосибирском театре Красный факел, 1998, позже были российские постановки Сергея Пускепалиса и др.). 16 мая 2012 г. состоялась премьера спектакля «Остров грехов» в нижегородском театре драмы, перевод Василия Темнова, постановка Искандера Сакаева (Санкт-Петербург).[4]
- Дознание/ Ispezione (1947)
- Aque turbate (1948)
- La regina e lgli insorti (1949)
- L’aiuola bruciata (1952)
- La Fuggitiva (1953)